# Pardalophora phoenicoptera
Pardalophora phoenicoptera är en insektsart som först beskrevs av Hermann Burmeister 1838.  Pardalophora phoenicoptera ingår i släktet Pardalophora och familjen gräshoppor. Inga underarter finns listade i Catalogue of Life.